# Asociación Psicoanalítica de Francia
La Asociación Psicoanalítica de Francia ("Association psychanalytique de France" (APF)) es una de las grandes escuelas del psicoanálisis en Francia. 

## Historia
En 1926 se funda la Sociedad Psicoanalítica de París (SPP). Sacha Nacht, en 1953 genera una ruptura que da origen a la Sociedad Francesa de Psicoanálisis. Mas esta última no fue reconicida por la Asociación Psicoanalítica Internacional. 
De allí resultará, el 26 de mayo de 1964, la fundación por Daniel Lagache y Juliette Favez-Boutonnier de la Asociación Psicoanalítica de Francia, que mantendrá una posición "centrista" entre las posiciones de la SPP y las prácticas heterodoxas de Jacques Lacan (sesiones acortadas, primacía del lenguaje, etc.). La APF es reconocida como sociedad miembro de la Asociación Psicoanalítica Internacional (IPA).

## Influencia

### Miembros
El presidente actual es Laurence Kahn. Los dos vicepresidentes son: 
- Dominique Clerc, psicoanalista
- François Villa, Psicoanalista y profesor de la Universidad de París VII.

Antiguos miembros: 
- Daniel Lagache
- Didier Anzieu
- Victor Smirnoff
- Wladimir Granoff
- Jean-Louis Lang
- Marianne Lagache
- Pierre Fédida
- Juliette Favez-Boutonnier
- Georges Favez

Miembros actuales, entre otros:
- Jean Laplanche
- Daniel Widlöcher
- Jean-Bertrand Pontalis
- Robert Pujol
- Guy Rosolato
- Annie Anzieu
- François Gantheret
- Guy Darcourt
- Jean-Claude Lavie
- Aline Petitier
- Laurence Kahn
- Dominique Clerc
- Michel Gribinski
- André Beetschen
- Patrick Mérot

### Actividades
La APF participa en la investigación psicoanalítica y en la formación de psicoanalistas. 